# 평양 기생 계월향
"평양 기생 계월향"은 1962년 공개된 대한민국의 영화이다.

## 배역
- 김지미 : 계월향 역
- 최무룡
- 이상사